# Barbãr Girls
Barbãr Girls est un club belge de volley-ball basé à Bruxelles évoluant pour la saison 2016-2017 en Ligue A Dames.

## Effectifs

### Saison 2016-2017
| No                                       | Nom                                      | Date de naissance                        | Taille                         | Poids                          | Poste                          |
| ---------------------------------------- | ---------------------------------------- | ---------------------------------------- | ------------------------------ | ------------------------------ | ------------------------------ |
| 1                                        | Louise Staquet                           | 3 septembre 1993                         | 186                            | 76                             | Attaquante                     |
| 4                                        | Madeline Piraprez                        | 1er janvier 1995                         | 182                            |                                | Réceptionneuse-attaquante      |
| 5                                        | Tatiana Gajdosova                        | 25 février 1989                          | 183                            |                                | Centrale                       |
| 6                                        | Britt Thielemans                         | 4 juin 1990                              | 174                            |                                | Libero                         |
| 8                                        | Kathleen Gillain                         | 27 mai 1997                              | 172                            |                                | Réceptionneuse-attaquante      |
| 9                                        | Renée Verhulst                           | 9 juin 1988                              | 182                            | 75                             | Centrale                       |
| 10                                       | Elies Goos                               | 13 janvier 1989                          | 178                            | 70                             | Passeuse                       |
| 11                                       | Milica Misojčić                          | 3 janvier 1991                           | 187                            | 66                             | Centrale                       |
| 12                                       | Nette Tuominen                           | 23 janvier 1990                          | 183                            |                                | Réceptionneuse-attaquante      |
| 14                                       | Martina Noseková                         | 1er avril 1985                           | 182                            | 68                             | Réceptionneuse-attaquante      |
| 15                                       | Flore Evrard                             | 8 juillet 1997                           | 180                            | 76                             | Passeuse                       |
| 16                                       | Océane Reul                              | 17 septembre 1992                        | 171                            |                                | Libero                         |
|                                          |                                          |                                          |                                |                                |                                |
| Encadrement technique                    | Encadrement technique                    |                                          | Légende                        | Légende                        | Légende                        |
| Entraîneur : Audry Frankart              | Entraîneur : Audry Frankart              | Entraîneur : Audry Frankart              | : Capitaine                    | : Capitaine                    | : Capitaine                    |
| Entraîneur(s) adjoint(s) : David Ittelet | Entraîneur(s) adjoint(s) : David Ittelet | Entraîneur(s) adjoint(s) : David Ittelet | : Joueuse blessée actuellement | : Joueuse blessée actuellement | : Joueuse blessée actuellement |
| Manager général : Marc Heyndrickx        |                                          |                                          |                                |                                |                                |